# Polythrena angularia
Polythrena angularia là một loài bướm đêm trong họ Geometridae.